# Sto pociech
Sto pociech (ang. Outnumbered) – brytyjski serial komediowy nadawany przez stację BBC One od 28 sierpnia 2007 roku do 5 marca 2014 roku. W Polsce nadawany na kanale BBC Entertainment.

## Opis
To opowieść o pięcioosobowej rodzinie: rodzicach (Pete i Sue) oraz trójce ich dzieci (Jake, Ben i Karen). W serialu pojawia się sporo improwizacji, możemy więc oglądać świat z punktu widzenia zarówno dorosłych, jak i dzieci. 

## Obsada
- Hugh Dennis jako Pete
- Claire Skinner jako Sue
- Tyger Drew-Honey jako Jake
- Daniel Roche jako Ben
- Ramona Marquez jako Karen